# Palfner Bach (Gasteiner Ache)
Der Palfner Bach (auch Palfenbach, Palfnerbach und Palfnergraben, früher auch Reidnitzen) ist ein rechter Nebenbach der Gasteiner Ache in der Gemeinde Bad Gastein im österreichischen Bundesland Salzburg.

## Geografie
Der Palfner Bach entspringt auf einer Höhe von 2347 m ü. A. an den Berghängen des Palfner Seekogels. Er weist eine Gesamtlänge von 4,6 km auf. Sein Einzugsgebiet ist 4,8 km² groß. Der Bach fließt zunächst im Nationalpark Hohe Tauern durch den Palfner See und den Kleinen Palfner See und erreicht dann das Landschaftsschutzgebiet Gasteiner-Tal. Er wird vom Schachenweg über die Schachenbrücke sowie zweimal vom Fernwanderweg Salzburger Almenweg gequert. Der Palfner Bach mündet schließlich auf einer Höhe von 1077 m ü. A. zwischen der Patschgsiedlung im Süden und der Siedlung Pyrkershöhe im Norden rechtsseitig in die Gasteiner Ache.

## Geschichte
Der alte Name des Palfner Baches ist Reidnitzen, unter Verwendung des aus dem südslawischen -ica hergeleiteten Bachnamen-Suffix -itzen. Der Örtlichkeitsname Palfen bedeutet ‚Felsen, Felszacken, Felsstufe, Felsvorsprung, Felshöhle, überhängender Fels‘. Er gelangte möglicherweise vom vorrömischen *péllawo- für ‚Fels‘ über das Romanische ins Deutsche und ist vor allem in Tirol, aber auch in anderen Gebieten im Westen Österreichs verbreitet.
Ein Hochwasser des Palfner Bachs richtete 1903 an der damals in Bau befindlichen Tauernbahn und im umliegenden Siedlungsgebiet schwere Zerstörungen an. Daraufhin wurde bis 1907 ein erstes Konzept zur Wildbachverbauung erarbeitet, das wegen zu hoher Kosten nicht verwirklicht wurde. Zu weiteren Hochwasserschäden kam es 1913 und Ende Mai 1914. Da auf dem Schuttkegel inzwischen Wohnbauten errichtet worden waren, arbeitete der Gebietsbauleiter Hubert Koidl ein neues Konzept zur Wildbachbachverbauung aus. Dieses wurde am Oberlauf von 1928 bis 1934 großteils realisiert. Währenddessen kam es am 17. und 18. August 1929 nach Wolkenbrüchen zu Überschwemmungen, bei denen die Bahnstrecke der Tauernbahn mit Holz und Geröll verlegt und der Bahnverkehr unterbrochen wurde. Die Umsetzung von Koidls Konzept wurde schließlich von 1939 bis 1942 abgeschlossen.